# Mesosa hirtiventris
Mesosa hirtiventris là một loài bọ cánh cứng trong họ Cerambycidae.